# Oxydendrum arboreum
Oxydendrum arboreum är en ljungväxtart som först beskrevs av Carl von Linné, och fick sitt nu gällande namn av Dc. Oxydendrum arboreum ingår i släktet Oxydendrum och familjen ljungväxter. Inga underarter finns listade i Catalogue of Life.

## Bildgalleri

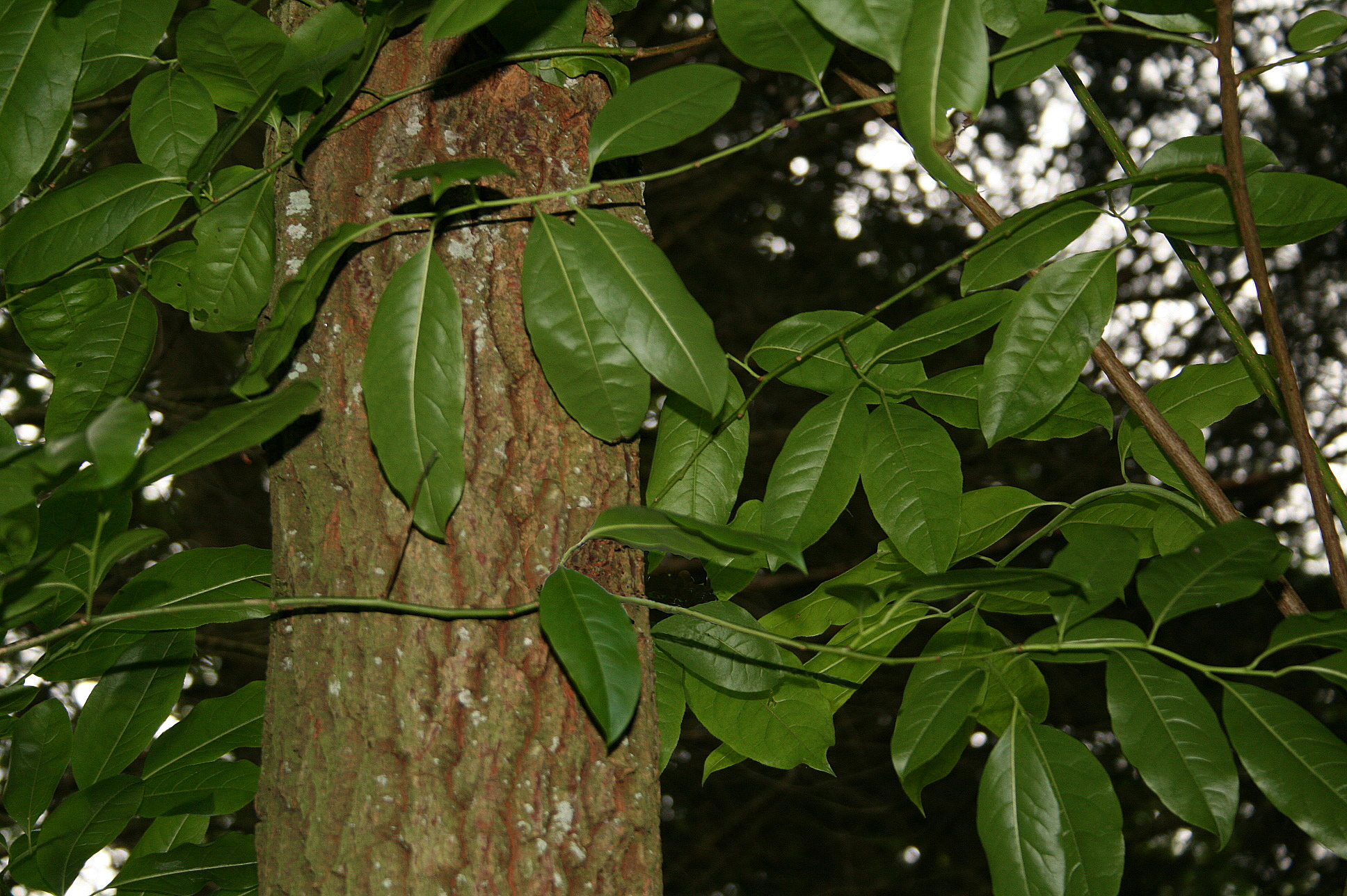
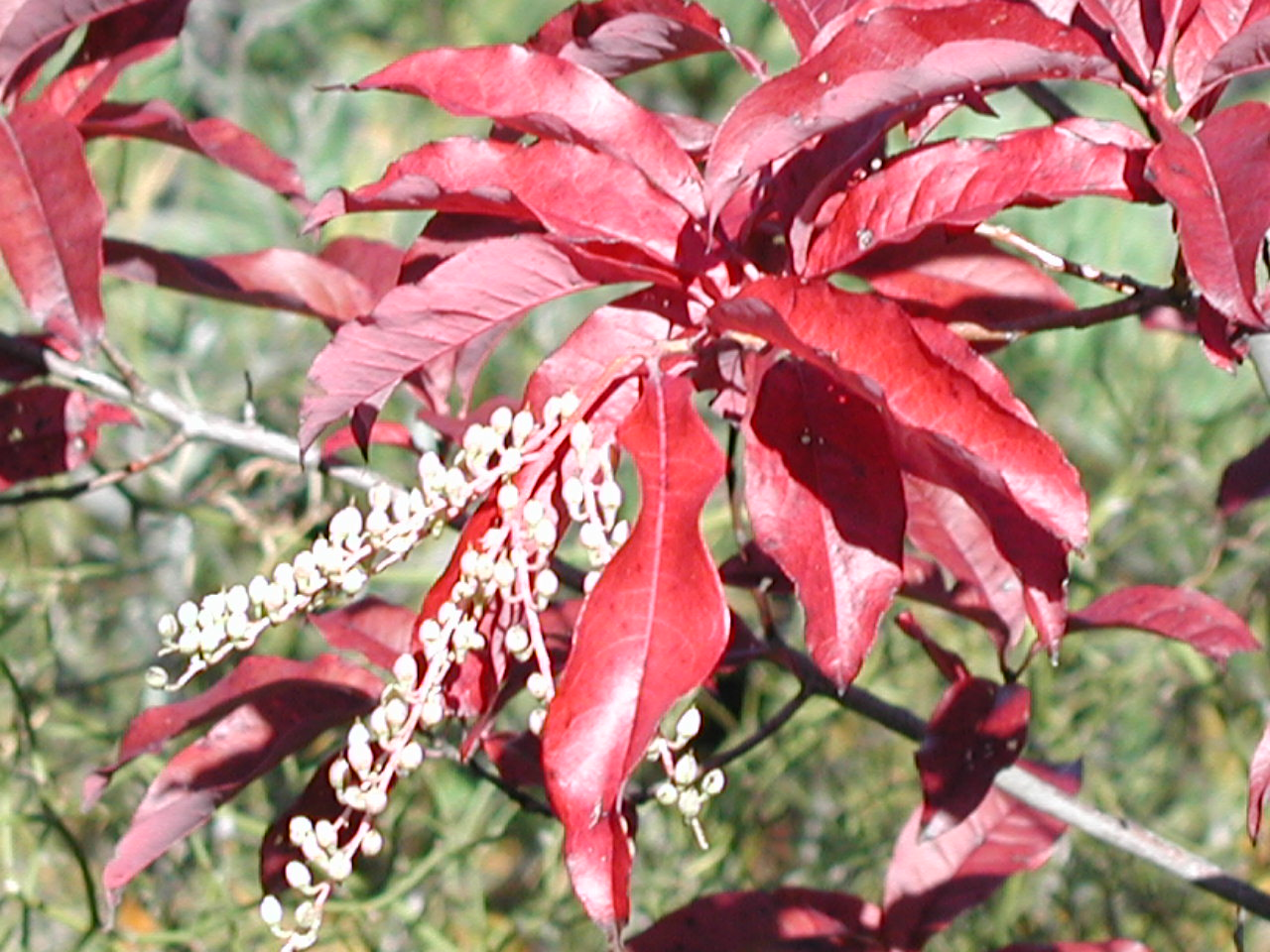
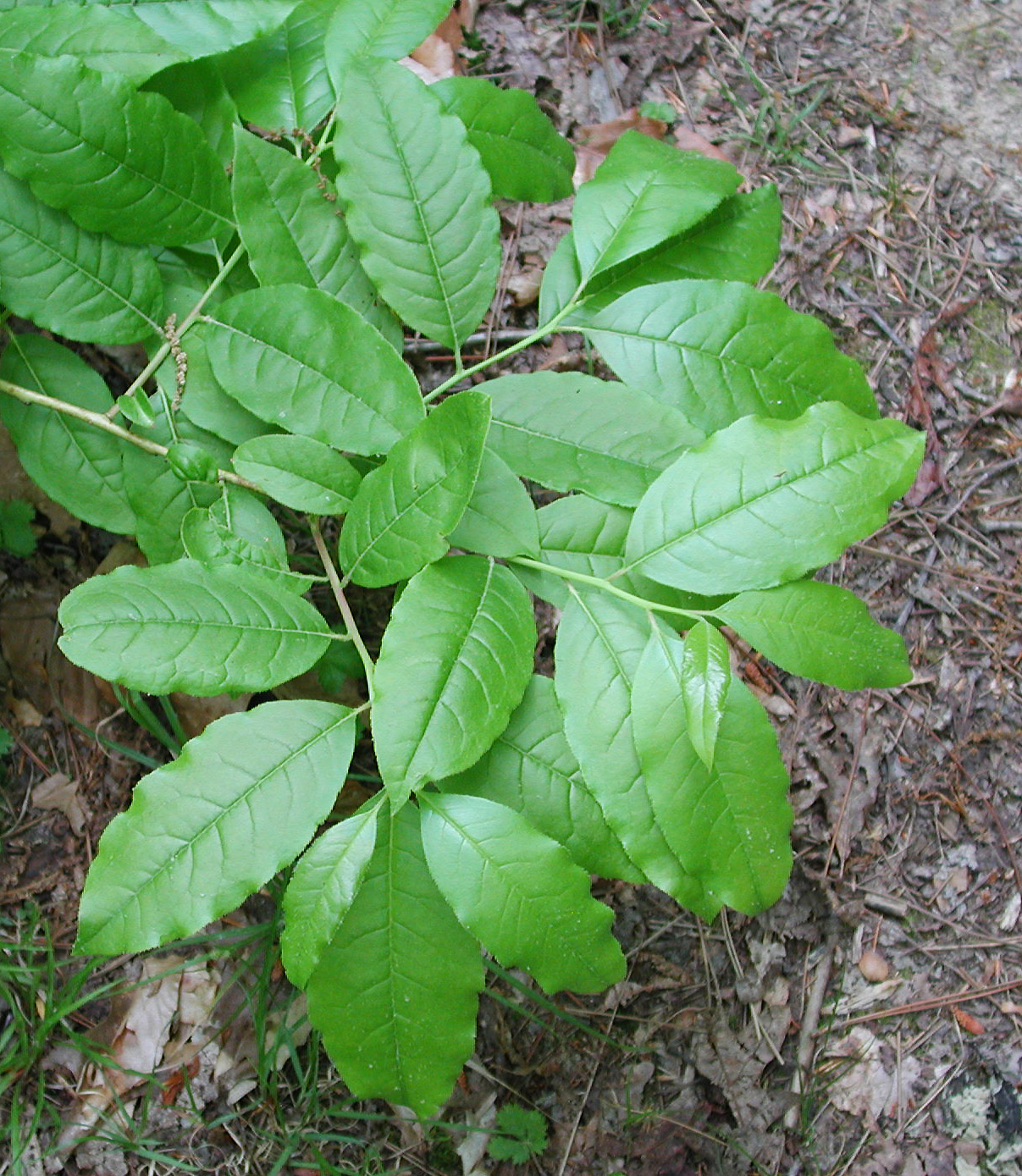
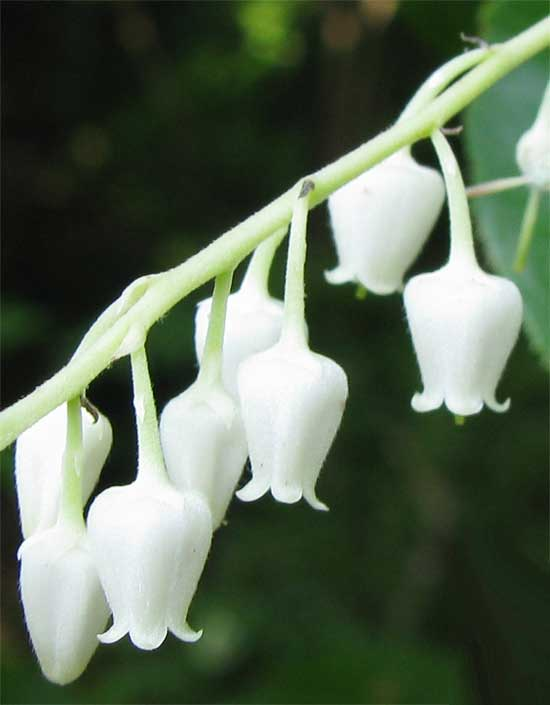
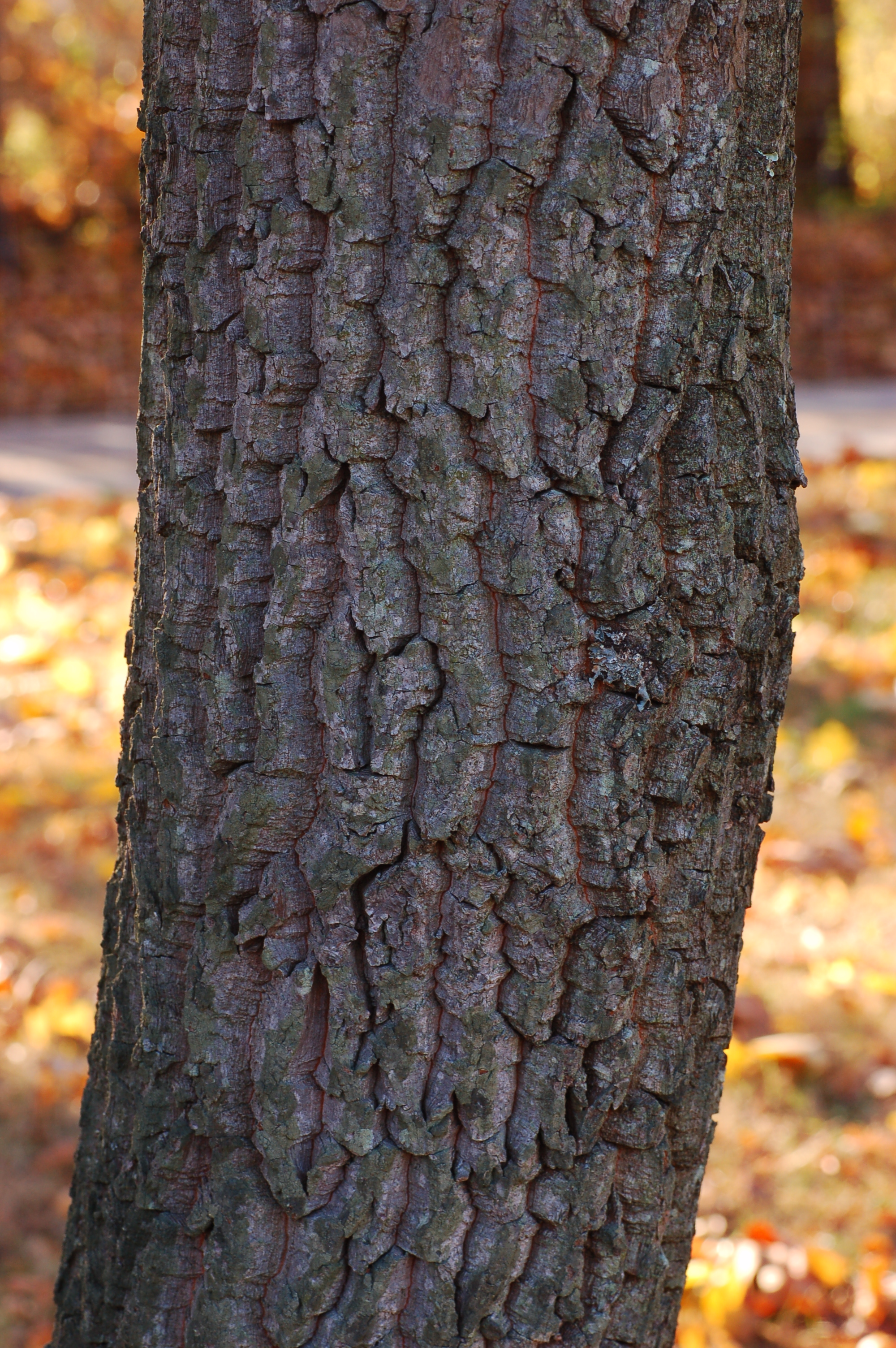
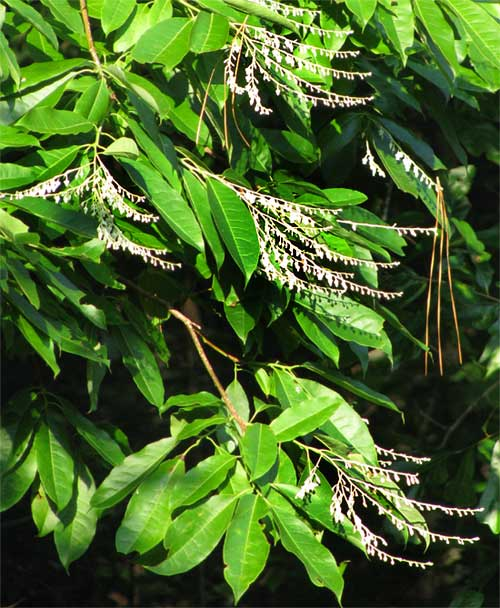